# Departamento Robles
Robles es uno de los 27 departamentos en los que se subdivide la Provincia de Santiago del Estero (Argentina).

## Ubicación y límites
El departamento posee 1.424 km² y se encuentra en la zona central de la provincia. Limita al norte con los departamentos Banda y Figueroa, al este con el departamento Sarmiento, al sur con el departamento San Martín, al sudoeste con el de Silipica y al oeste con el departamento Juan Francisco Borges.
La ley provincial N° 353, que fue sancionada el 11 de noviembre de 1911, dividió el territorio de la provincia en departamentos, estableciendo los siguientes límites para el Departamento Robles:

Consiste del actual Departamento Robles disminuido en la pequeña parte que se halla al Nordeste de la vía férrea Central Norte, y también de la segunda Sección (al Oeste del Río Dulce). La primera porción se agrega al proyectado Departamento Figueroa, y la segunda al Departamento Capital.
 Los límites son los mismos de antes, salvo por el Nordeste que ahora confina con la vía férrea ya nombrada.
 Los lugares denominados Majla, Mili, y Yaso (marcados en el mapa en Silípica segundo) quedan en este Departamento.
 La Capital es la Estación Fernández.

## Población
De acuerdo al Censo 2022, era el cuarto departamento (tras Juan Francisco Borges, Banda y Río Hondo) más poblado de la provincia, con 54.015 habitantes. Además, es el tercero más densamente poblado con un promedio de 37,8 personas por kilómetro cuadrado.

## Distritos
La ley provincial que fue sancionada el 3 de agosto de 1887 dividió el territorio del departamento en dos secciones con los distritos de: Primera Sección: Robles, Arias, Santo Domingo, Yanta, Mistol, San José, Puestos, Tala Pozo, Higuera Chacra; Segunda Sección: Yanda, Cardosos, SantaRosa. La asignación de localidades a cada distrito fue asignada al Poder Ejecutivo.
La ley provincial N° 260, que fue sancionada el 19 de agosto de 1910, dividió el territorio del departamento entre los siguientes distritos:
- Mistol
- Jantas
- Higuera Chacra
- Arias
- Santo Domingo
- Puestos
- San José
- Tala Pozo

## Localidades
- Beltrán
- Colonia El Simbolar
- Fernández
- Ingeniero Forres
- Villa Robles
- Vilmer
- Los Banegas

## Sismos de Santiago del Estero
El 1 de enero de 2011 (14 años), 21 de febrero y el 2 de septiembre de 2011, varias extensas áreas fueron epicentro de sismos de 7,0; 5,9; y 6,9 en la escala sismológica de magnitud de momento, aunque sin causar daños ni víctimas, pues se registraron a profundidades de 600 km; y los movimientos telúricos llegaron a sacudir edificios altos en varias provincias, incluyendo la ciudad de Buenos Aires.

### Sismicidad
La sismicidad del área de Santiago del Estero es frecuente y de intensidad baja, y un silencio sísmico de terremotos medios a graves cada 40 años.
El 4 de julio de 1817 (207 años), sismo de 1817 de 7,0 Escala sismológica de magnitud de momento, con máximos daños reportados al centro y norte de la provincia, donde se desplomaron casas y se produjo agrietamiento del suelo, los temblores duraron alrededor de una semana. Se estimó una intensidad de VIII grados Mercalli. Hubo licuefacción con grandes cantidades de arena en las fisuras de hasta 1 m de ancho y más de 2 m de profundidad. En algunas de las casas sobre esas fisuras, el terreno quedó cubierto de más de 1 dm de arena.
Aunque la actividad geológica ocurre desde épocas prehistóricas, el sismo del 20 de marzo de 1861 (163 años) señaló un hito importante dentro de la historia de eventos sísmicos argentinos ya que fue el más fuerte registrado y documentado en el país. A partir del mismo la política de los sucesivos gobiernos provinciales y municipales han ido extremando cuidados y restringiendo los códigos de construcción. Pero solo con el terremoto de San Juan del 15 de enero de 1944 (81 años) los Estados provinciales tomaron real estado de la gravedad sísmica de la región.